# At Fillmore East
At Fillmore East es el primer álbum en directo de la banda estadounidense de rock The Allman Brothers Band y su tercer lanzamiento en general. El disco, producido por Tom Dowd, salió a la venta en julio de 1971 a través de la compañía discográfica Capricorn Records. Como su título indica, la grabación tuvo lugar en la sala de conciertos Fillmore East de Nueva York, concretamente durante tres noches del mes de marzo de 1971 en las que la banda realizó largas improvisaciones musicales como «Whipping Post» e «In Memory of Elizabeth Reed».
At Fillmore East fue el primer éxito comercial del conjunto y está considerado por varios críticos como uno de los mejores trabajos en directo de la música rock. También ha sido clasificado como uno de los mejores discos en general por varias publicaciones y sigue siendo un éxito de ventas en el catálogo de la banda. 
En 1999 fue incluido en el Salón de la Fama de los Grammy y en 2004, el Registro Nacional de Grabaciones lo seleccionó para su preservación en la Biblioteca del Congreso de Estados Unidos debido a su «importancia cultural, histórica o estética».

## Antecedentes
Poco después de terminar la grabación de su segundo álbum de estudio, Idlewild South (1970), el guitarrista Duane Allman recibió una llamada de Eric Clapton para que participara en su nuevo proyecto, Derek and the Dominos. Allman era un gran aficionado de su labor con Cream y Clapton estaba impresionado por el trabajo de éste en la versión de «Hey Jude» de Wilson Pickett. Ambos se conocieron una noche en Miami durante un concierto y estuvieron improvisando hasta la mañana siguiente. El guitarrista británico le ofreció unirse a Derek and the Dominos, y según Alan Paul, biógrafo de la banda, Allman consideró la oferta antes de rechazarla para regresar a The Allman Brothers Band, que había realizado algunas actuaciones sin él. Sin embargo, el músico participó en el único álbum de estudio de Derek and the Dominos, Layla and Other Assorted Love Songs, publicado en noviembre del mismo año.
Mientras tanto, Idlewild South todavía no era un éxito comercial, pero la notoriedad de la banda comenzó a aumentar debido a sus actuaciones en directo. Durante el año 1970, el conjunto pasó más de trescientos días en la carretera viajando en una furgoneta Ford Econoline y más tarde en una autocaravana apodada Wind Bag. En aquel tiempo, el grupo, a excepción de los hermanos Allman —Gregg recibía dinero de las regalías por ser el principal compositor, mientras que Duane trabajaba como músico de sesión—, apenas conseguían dinero para ganarse la vida. Por otra parte, el representante de gira Twiggs Lyndon apuñaló y asesinó a un promotor por no pagar a la banda y posteriormente alegó enajenación mental transitoria. Ese mismo año, Duane Allman sufrió una sobredosis de opio después de un concierto. Su fortuna comenzó a cambiar durante 1971, cuando los ingresos del grupo se duplicaron.
The Allman Brothers Band ya habían actuado en la sala Fillmore East en diciembre de 1969, cuando ejercieron de teloneros de Blood, Sweat & Tears durante tres noches. El promotor Bill Graham, a quien le gustó su concierto, se comprometió a contratar a la agrupación en el futuro. En enero de 1970, la banda fue el acto de apertura de Buddy Guy y BB King en la sala Fillmore West de San Francisco y un mes más tarde hizo lo mismo con The Grateful Dead en el Fillmore East. Según el biógrafo Alan Paul, «estos espectáculos fueron cruciales para el establecimiento del grupo y para exponerse a un público más amplio en ambas costas». En 1970, Duane Allman comentó al disc jockey Ed Shane: «Estamos algo frustrados por hacer álbumes de estudio, así que creo que nuestro siguiente álbum... será en directo, para transferir algo de nuestro fuego natural en él». El vocalista Gregg Allman, por su parte, comentó años más tarde: «No estábamos intencionadamente tratando de ir contracorriente, sino que terminar cada canción en el minuto 3:14 no era algo para nosotros. Nos dimos cuenta de que el público era una parte de importante de lo que hacíamos y no podíamos incluirlo en un trabajo de estudio».

## Grabación y producción

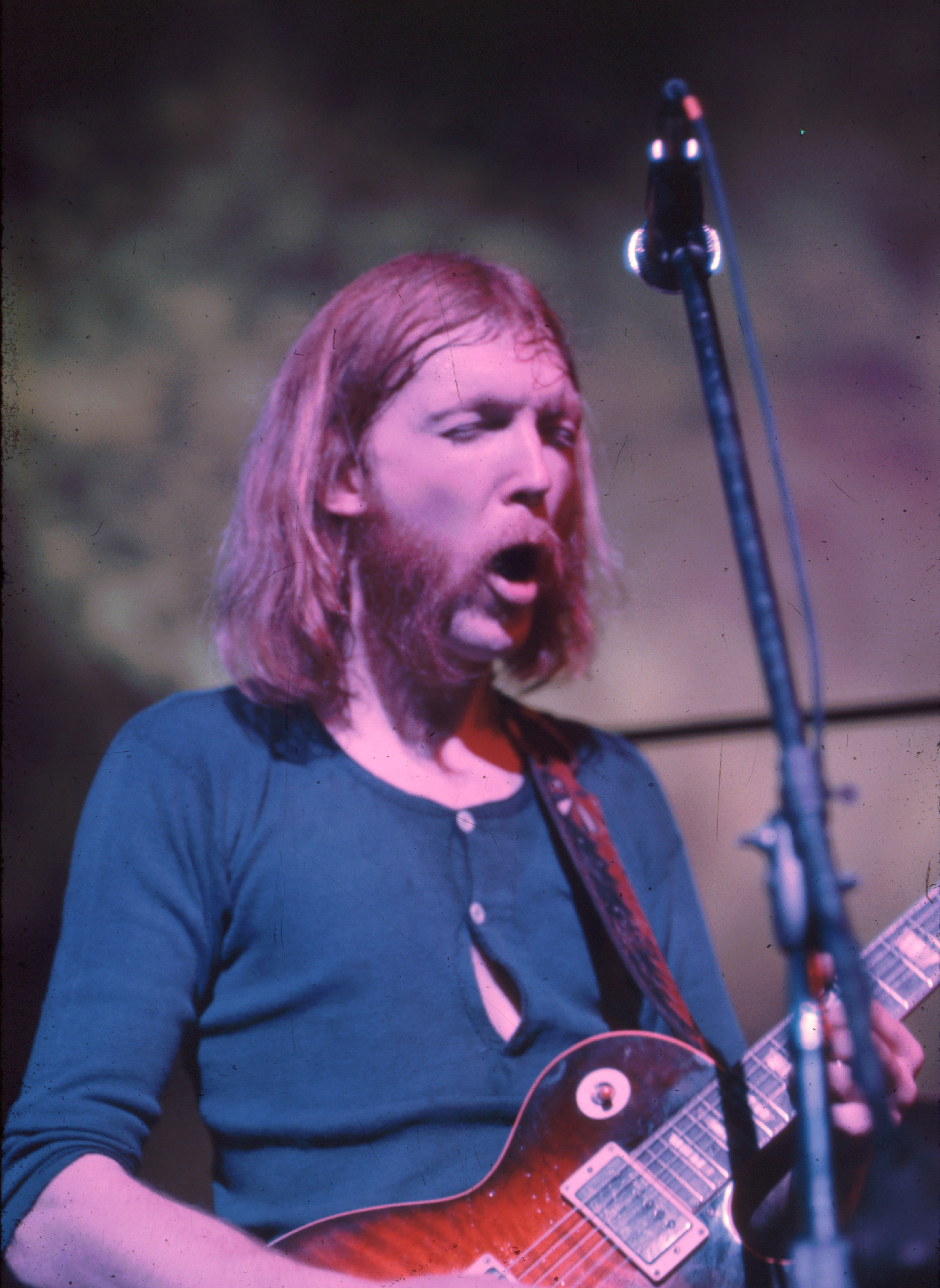
Duane Allman actuando en Fillmore East en junio de 1971.

At Fillmore East fue grabado durante tres noches consecutivas —el 11, 12 y 13 de marzo de 1971— en las cuales la banda recibió 1250 dólares por cada actuación. Los tres espectáculos fueron representaciones típicas de las actuaciones del grupo, y el batería Jai Johanny Johanson los consideró como ligeramente superiores a la media. Aunque The Allman Brothers Band actuó como telonero de Johnny Winter, en la tercera noche fue Winter quien cerró el concierto.
Tom Dowd, al igual que en Idlewild South, fue el productor del álbum. Dowd acababa de regresar de África tras trabajar en el concierto Soul to Soul y permaneció en Nueva York varios días para supervisar la grabación. La grabación fue factible hasta que el grupo introdujo de manera inesperada al saxofonista Rudolph «Juicy» Carter, a un trompista desconocido y a Thom Doucette tocando la armónica. Dowd comentó al respecto: «Esperaba que pudiera aislarlos, así podríamos borrar esas pistas y utilizar las canciones, pero ellos comenzaron a tocar y se colaron en las grabaciones, haciendo que los temas quedaran inservibles». Durante el descanso, el productor le dijo a Duane que borraría las pistas de instrumentos de viento, y aunque el guitarrista admiraba a su intérpretes, optó por no discutir con Dowd. El último concierto fue retrasado debido a una amenaza de bomba, por lo que no terminó hasta las seis de la madrugada.
Cada noche, después las actuaciones, los miembros del grupo y Dowd «tomaban algunas cervezas y sándwiches» y se dirigían a los Atlantic Studios de Manhattan para revisar las grabaciones. Las listas de canciones de los siguientes conciertos se diseñaron en función de los temas que podían aprovechar para el álbum y aquellos que necesitaban volver a grabarse. Gregg Allman comentó al respecto: «Queríamos interpretarlas las veces que fueran necesarias para no tener que volver y regrabar nada, porque entonces no sería un verdadero álbum en directo». Según el guitarrista Dickey Betts: «Ese fue nuestro pináculo. Los días que pasamos en Fillmore son si duda el recuerdo más preciado que tengo. Si preguntaras a los otros miembros probablemente te dirían lo mismo».
El 27 de junio, la sala Fillmore East cerró sus puertas y la banda fue invitada a realizar un último concierto junto a Edgar Winter, The Beach Boys y Country Joe McDonald. Los miembros de The Beach Boys inicialmente rechazaron participar a menos que fueran los cabezas de cartel del evento, pero Bill Graham se negó tras comentarles que The Allman Brothers Band cerraría la actuación y que si no estaban de acuerdo eran libres de irse. La actuación de la agrupación puede encontrarse en el recopilatorio The Fillmore Concerts.

## Composición
At Fillmore East muestra el ecléctico estilo musical de The Allman Brothers Band que combina blues, rock, country y jazz. En palabras de Tom Dowd: «El término fusión vendría más tarde, pero si quieres un álbum que responda a ese término ese sería At Fillmore East. Ahí tienes a una banda de rock and roll interpretando blues en el vernáculo del jazz».
El presentador Michael Ahern abre el álbum con una simple introducción: «Okay, The Allman Brothers Band» —en español: Bien, The Allman Brothers Band—. Randy Poe, biógrafo de Duane Allman, lo describe como «el único momento de baja intensidad en el transcurso del espectáculo». La versión del tema «Statesboro Blues» de Blind Willie McTell es la primera canción del disco y muestra la guitarra slide de Duane afinada en Mi. El tema guarda semejanzas con la interpretación de Taj Mahal en 1968, que había llevado a que Allman se interesara por el slide. La siguiente pista es «Done Somebody Wrong» que fue introducida por el propio guitarrista como «una vieja canción de Elmore James... Esta es una vieja historia...». Thom Doucette realiza un solo de armónica blues y al final de la canción se produce «un crescendo de las dos guitarras líderes».
«Stormy Monday» hace gala de las raíces blues de la agrupación y varias partes de guitarra están inspiradas en la versión realizada por Bobby Bland a comienzos de la década de 1960. «You Don't Love Me» dio inicio a la primera de las improvisaciones inspiradas en el jazz y cuenta con un solo de Duane Allman durante el cual el resto de la banda deja de tocar. El tema incluye elementos del villancico «Joy to the World». Por su parte, «Hot 'Lanta» es una pista instrumental que sirve de escaparate para el sonido del bajo de Berry Oakley. «In Memory of Elizabeth Reed», compuesto por Betts, recibió comparaciones con los trabajos del saxofonista de jazz John Coltrane. La canción comienza con una «larga y lacónica introducción» de Betts reminiscente de la «fantasiosa trompeta» usada para abrir las canciones en el álbum de Miles Davis Kind of Blue (1959).
Por aquellos momentos, «Whipping Post», con un inusual compás de 11/8 para una banda de rock, se había convertido en uno de sus temas de mayor duración en directo. Aunque la versión de estudio apenas superaba los cinco minutos, en At Fillmore East excedía de los veintitrés. Aparte de la línea de bajo de apertura y de las letras, las dos versiones apenas guardan similitudes. Nuevamente, Betts y Allman comparten largos solos de guitarra y cierran la canción con «notas largas y sostenidas» de los timbales de Trucks. Cuando la canción se acerca a su término, Butch Trucks interpreta en los timbales la introducción de «Mountain Jam», aunque este tema no fue publicado hasta su inclusión en su siguiente trabajo, Eat a Peach. El álbum finaliza con los aplausos del público.

## Diseño artístico
La propia banda propuso una idea para la portada en vez de dejar esta tarea en manos de la discográfica Atlantic Records (Duane Allman estaba particularmente disgustado con la elección del diseño del álbum Hold On, I'm Comin' de Sam & Dave). Inicialmente, la portada iba a ser una fotografía del sexteto delante del Fillmore East con el nombre del grupo en la marquesina, pero nadie quedó satisfecho con los resultados. El principal objetivo del grupo era mostrar su ética como banda y su rendimiento y alguien sugirió que se tomara una foto con su equipo en un callejón antes de salir a escena.
La imagen fue tomada por el fotógrafo Jim Marshall una mañana en Macon, Georgia. El grupo no estaba muy contento por tener que levantarse temprano para la sesión fotográfica, algo que por lo general odiaban realizar. Sin embargo, durante la sesión, Allman recibió una bolsa de contrabando de un amigo y la escondió en su regazo, algo que provocó la risa de los demás componentes y que quedó inmortalizado en el resultado final.
La contraportada muestra a los pipas en el mismo lugar con varias latas de cerveza de dieciséis onzas suministradas por Marshall como recompensa por ayudarle a transportar todo el equipo para la sesión fotográfica. Entre los pipas estaban Joseph «Red Dog» Campbell, Kim Payne, Mike Callahan, Joe Dan Petty y Willie Perkins, los dos últimos nuevas incorporaciones al grupo en aquel momento. La idea de enseñar a los pipas en la contraportada fue de Allman, quien los consideraba como «héroes no reconocidos». Una foto de Twiggs Lyndon en prisión esperando su juicio fue superpuesta en la pared encima de los roadies.

## Lanzamiento y recepción
Capricorn Records publicó At Fillmore East en julio de 1971 como un álbum doble, aunque por el precio de un solo LP. Inicialmente las discográficas Atlantic y Atco rechazaron la idea de lanzar un trabajo doble, e incluso Jerry Wexler, uno de los fundadores de ambos sellos, destacó lo «ridículo» que era «preservar todas esas improvisaciones». El mánager Phil Walden tuvo que explicar a los ejecutivos que The Allman Brothers Band no era una banda de estudio y que las actuaciones en directo tenían una gran importancia para ellos. En total, el álbum contó con siete canciones repartidas en las cuatro caras. A diferencia de sus anteriores trabajos, el disco obtuvo buenas ventas y llegó hasta la decimotercera posición de la lista estadounidense Billboard 200. En octubre del mismo año, la Recording Industry Association of America (RIAA) le otorgó un disco de oro al superar el medio millón de copias vendidas en los Estados Unidos, y en agosto de 1992, fue certificado disco de platino.
Desde su lanzamiento, el álbum recibió en general buenas reseñas por parte de los críticos musicales. George Kimball de Rolling Stone comentó que «The Allman Brothers Band tuvieron muchos buenos momentos en Fillmore y sin duda este disco debe de personificar todos ellos». Además la calificó como «la mejor banda de rock and roll que ha producido este país en los últimos cinco años». Stephen Thomas Erlewine de Allmusic escribió que «sigue siendo el pináculo de los Allman y del rock sureño en su versión más elástica, del blues y del jazz». Por su parte, Chris Jones de la BBC señaló que a pesar de la realización de varios álbumes dobles en directo, «los Allman hicieron el mejor» y añadió que «podían hacer lo que muchas bandas de su época intentaban y fallaban: actuar durante hora y media y nunca recurrir a clichés o repeticiones». El crítico Robert Christgau comparó el trabajo de Duane Allman y Dickey Betts con el de Jerry Garcia y alegó que mientras el guitarrista de Grateful Dead «siempre te lleva a un lugar inesperado en un largo solo», en el disco «el atractivo es la inevitabilidad de todo».
Alan Paul escribió en el libro MusicHound Rock: The Essential Album Guide que este trabajo «capturó notablemente bien la gloria instrumental y la magia improvisada de los Allman» y lo calificó como «la mejor grabación de rock». Por otra parte, Michael Bailey del sitio All About Jazz escribió que «este es el documento definitivo de cuatro noches de 1971 que siguen cautivando y persiguiendo nuestra imaginación colectiva. ¿Quieres oír jazz perfecto...? Escucha esto y que le den a todos los demás». En el año 2011, Robert Dimery incluyó al álbum en su libro 1001 discos que hay que escuchar antes de morir, donde comentó que «impregnado de una tensión casi cinematográfica, este lamento gótico sureño es una de las actuaciones más grandes de todos los tiempos» y remarcó que el tema «Whipping Post» «consigue que el local se venga abajo con los aplausos». En 1999 fue incluido en el Salón de la Fama de los Grammy. Por su parte, los redactores de la revista Rolling Stone situaron a At Fillmore East en el puesto cuarenta y nueve de su lista de los 500 mejores álbumes de todos los tiempos y sus lectores en la segunda posición de los diez mejores discos en directo. En 2004, el Registro Nacional de Grabaciones lo seleccionó para su preservación en la Biblioteca del Congreso de Estados Unidos debido a su «importancia cultural, histórica o estética».

## Reediciones
En octubre de 1992 salió a la venta The Fillmore Concerts, una versión extendida del álbum editada como CD doble y que incluyó el álbum original, los temas en directo del disco Eat a Peach —«One Way Out», «Trouble No More» y «Mountain Jam»— y las pistas «Don't Keep Me Wonderin'» y «Drunken Hearted Boy». The Fillmore Concerts fue remezclado a partir de las grabaciones originales, por lo que el sonido es diferente con respecto al álbum original. En septiembre de 2003, Capricorn Records publicó una edición deluxe de At Fillmore East con las mismas canciones que The Fillmore Concerts, aunque en distinto orden, y con el tema extra «Midnight Rider». A diferencia de la anterior publicación, la edición deluxe fue remasterizada usando las cintas maestras de At Fillmore East y Eat a Peach, por lo que su sonido es más cercano al de ambos álbumes. Por otra parte, en julio de 2014 fue lanzada una caja recopilatoria de seis CD que incluyó los cuatro conciertos de Allman Brothers Band efectuados en marzo de 1971, así como el concierto de clausura del Fillmore East ofrecido el 27 de junio de 1971. La caja también fue publicada en formato Blu Ray de tres discos con una mezcla multicanal.

## Lista de canciones
LP original
| Lado 1 |                       |                                                  |          |  |
| N.º    | Título                | Compositor/es                                    | Duración |  |
| 1.     | «Statesboro Blues»    | Blind Willie McTell                              | 4:08     |  |
| 2.     | «Done Somebody Wrong» | Clarence L. Lewis, Bobby Robinson y Elmore James | 4:05     |  |
| 3.     | «Stormy Monday»       | T. Bone Walker                                   | 8:31     |  |

| Lado 2 |                     |               |          |  |
| N.º    | Título              | Compositor/es | Duración |  |
| 4.     | «You Don't Love Me» | Willie Cobbs  | 19:06    |  |

| Lado 3 |                               |                                                                                             |          |  |
| N.º    | Título                        | Compositor/es                                                                               | Duración |  |
| 5.     | «Hot 'Lanta»                  | Gregg Allman, Duane Allman, Dickey Betts, Butch Trucks, Berry Oakley y Jai Johanny Johanson | 5:10     |  |
| 6.     | «In Memory of Elizabeth Reed» | Betts                                                                                       | 12:46    |  |

| Lado 4 |                 |               |          |  |
| N.º    | Título          | Compositor/es | Duración |  |
| 7.     | «Whipping Post» | G. Allman     | 22:40    |  |

The Fillmore Concerts
| Disco 1 |                               |                                               |          |  |
| N.º     | Título                        | Compositor/es                                 | Duración |  |
| 1.      | «Statesboro Blues»            | McTell                                        | 4:15     |  |
| 2.      | «Trouble No More»             | McKinley Morganfield                          | 3:46     |  |
| 3.      | «Don't Keep Me Wonderin'»     | G. Allman                                     | 3:20     |  |
| 4.      | «In Memory Of Elizabeth Reed» | Betts                                         | 12:59    |  |
| 5.      | «One Way Out»                 | Marshall Sehorn, Sonny Boy Williamson y James | 4:55     |  |
| 6.      | «Done Somebody Wrong»         | Lewis, Robinson y James                       | 4:11     |  |
| 7.      | «Stormy Monday»               | Walker                                        | 10:19    |  |
| 8.      | «You Don't Love Me»           | Cobbs                                         | 19:24    |  |

| Disco 2 |                       |                                                                        |          |  |
| N.º     | Título                | Compositor/es                                                          | Duración |  |
| 1.      | «Hot 'Lanta»          | D. Allman, G. Allman, Betts, Oakley, Johanson y Trucks                 | 5:11     |  |
| 2.      | «Whipping Post»       | G. Allman                                                              | 22:37    |  |
| 3.      | «Mountain Jam»        | Donovan Leitch, D. Allman, G. Allman, Betts, Oakley, Johanson y Trucks | 33:47    |  |
| 4.      | «Drunken Hearted Boy» | Betts                                                                  | 7:33     |  |
| 5.      | «One Way Out»         | Marshall Sehorn, Sonny Boy Williamson y James                          | 4:55     |  |
| 6.      | «Done Somebody Wrong» | Lewis, Robinson y James                                                | 4:11     |  |
| 7.      | «Stormy Monday»       | Walker                                                                 | 10:19    |  |
| 8.      | «You Don't Love Me»   | Cobbs                                                                  | 19:24    |  |

Edición deluxe
| Disco 1 |                               |                            |          |  |
| N.º     | Título                        | Compositor/es              | Duración |  |
| 1.      | «Statesboro Blues»            | McTell                     | 4:17     |  |
| 2.      | «Trouble No More»             | Morganfield                | 3:43     |  |
| 3.      | «Don't Keep Me Wonderin'»     | G. Allman                  | 3:27     |  |
| 4.      | «Done Somebody Wrong»         | Lewis, Robinson y James    | 4:11     |  |
| 5.      | «Stormy Monday»               | Walker                     | 8:48     |  |
| 6.      | «One Way Out»                 | Sehorn, Williamson y James | 4:55     |  |
| 7.      | «In Memory of Elizabeth Reed» | Betts                      | 13:04    |  |
| 8.      | «You Don't Love Me»           | Cobbs                      | 19:24    |  |

| Disco 2 |                       |                                                                |          |  |
| N.º     | Título                | Compositor/es                                                  | Duración |  |
| 9.      | «Hot 'Lanta»          | D. Allman, G. Allman, Betts, Oakley, Johanson y Trucks         | 5:11     |  |
| 10.     | «Whipping Post»       | G. Allman                                                      | 22:37    |  |
| 11.     | «Mountain Jam»        | Leitch, D. Allman, G. Allman, Betts, Oakley, Johanson y Trucks | 33:41    |  |
| 12.     | «Drunken Hearted Boy» | Elvin Bishop                                                   | 7:33     |  |

The 1971 Fillmore East Recordings
| Disco 1 (12 de marzo de 1971) |                               |                         |          |  |
| N.º                           | Título                        | Compositor/es           | Duración |  |
| 1.                            | «Statesboro Blues»            | McTell                  | 4:08     |  |
| 2.                            | «Trouble No More»             | Morganfield             | 3:48     |  |
| 3.                            | «Don't Keep Me Wonderin'»     | G. Allman               | 3:19     |  |
| 4.                            | «Done Somebody Wrong»         | Lewis, Robinson y James | 4:01     |  |
| 5.                            | «In Memory of Elizabeth Reed» | Betts                   | 17:05    |  |
| 6.                            | «You Don't Love Me»           | Cobbs                   | 14:58    |  |

| Disco 2 (12 de marzo de 1971) |                               |                                                        |          |  |
| N.º                           | Título                        | Compositor/es                                          | Duración |  |
| 1.                            | «Statesboro Blues»            | McTell                                                 | 4:12     |  |
| 2.                            | «Trouble No More»             | Morganfield                                            | 3:50     |  |
| 3.                            | «Don't Keep Me Wonderin'»     | G. Allman                                              | 3:28     |  |
| 4.                            | «Done Somebody Wrong»         | Lewis, Robinson y James                                | 3:55     |  |
| 5.                            | «In Memory of Elizabeth Reed» | Betts                                                  | 13:00    |  |
| 6.                            | «You Don't Love Me»           | Cobbs                                                  | 19:10    |  |
| 7.                            | «Whipping Post»               | G. Allman                                              | 20:00    |  |
| 8.                            | «Hot 'Lanta»                  | D. Allman, G. Allman, Betts, Oakley, Trucks y Johanson | 5:09     |  |

| Disco 3 (13 de marzo de 1971) |                               |                         |          |  |
| N.º                           | Título                        | Compositor/es           | Duración |  |
| 1.                            | «Statesboro Blues»            | McTell                  | 4:20     |  |
| 2.                            | «Trouble No More»             | Morganfield             | 3:48     |  |
| 3.                            | «Don't Keep Me Wonderin'»     | G. Allman               | 3:47     |  |
| 4.                            | «Done Somebody Wrong»         | Lewis, Robinson y James | 3:55     |  |
| 5.                            | «In Memory of Elizabeth Reed» | Betts                   | 13:00    |  |
| 6.                            | «You Don't Love Me»           | Cobbs                   | 19:10    |  |
| 7.                            | «Whipping Post»               | G. Allman               | 17:15    |  |

| Disco 4 (13 de marzo de 1971) |                    |                                                        |          |  |
| N.º                           | Título             | Compositor/es                                          | Duración |  |
| 1.                            | «Statesboro Blues» | McTell                                                 | 4:19     |  |
| 2.                            | «One Way Out»      | James, Sehorn y Williamson                             | 4:30     |  |
| 3.                            | «Stormy Monday»    | Walker                                                 | 10:14    |  |
| 4.                            | «Hot 'Lanta»       | D. Allman, G. Allman, Betts, Oakley, Trucks y Johanson | 5:00     |  |
| 5.                            | «Whipping Post»    | G. Allman                                              | 22:00    |  |

| Disco 5 (13 de marzo de 1971) |                       |                                                                |          |  |
| N.º                           | Título                | Compositor/es                                                  | Duración |  |
| 1.                            | «Mountain Jam»        | Leitch, D. Allman, G. Allman, Betts, Oakley, Trucks y Johanson | 33:00    |  |
| 2.                            | «Drunken Hearted Boy» | Bishop                                                         | 7:30     |  |
| 3.                            | «Stormy Monday»       | Walker                                                         | 10:14    |  |
| 4.                            | «Hot 'Lanta»          | D. Allman, G. Allman, Betts, Oakley, Trucks y Johanson         | 5:00     |  |
| 5.                            | «Whipping Post»       | G. Allman                                                      | 22:00    |  |

| Disco 6 (27 de junio de 1971) |                               |                                                        |          |  |
| N.º                           | Título                        | Compositor/es                                          | Duración |  |
| 1.                            | «Statesboro Blues»            | McTell                                                 | 5:52     |  |
| 2.                            | «Don't Keep Me Wonderin'»     | G. Allman                                              | 3:34     |  |
| 3.                            | «Done Somebody Wrong»         | Lewis, Robinson y James                                | 3:37     |  |
| 4.                            | «One Way Out»                 | James, Sehorn y Williamson                             | 5:01     |  |
| 5.                            | «In Memory of Elizabeth Reed» | Betts                                                  | 12:44    |  |
| 6.                            | «Midnight Rider»              | G. Allman y Payne                                      | 3:01     |  |
| 7.                            | «Hot 'Lanta»                  | D. Allman, G. Allman, Betts, Oakley, Trucks y Johanson | 5:41     |  |
| 8.                            | «Whipping Post»               | G. Allman                                              | 19:17    |  |
| 9.                            | «You Don't Love Me»           | Cobbs                                                  | 17:56    |  |

Fuente: Discogs.

## Créditos
| The Allman Brothers Band - Duane Allman – guitarra principal y slide. - Gregg Allman – órgano, piano y voz. - Dickey Betts – guitarra principal. - Berry Oakley – bajo eléctrico. - Jai Johanny Johanson – batería, congas y timbales. - Butch Trucks – batería y timbales. Músicos invitados - Thom Doucette – armónica. - Jim Santi - pandereta. | Producción - Tom Dowd – producción. - Bruce Malamut - asistente de producción. - Aaron Baron – ingeniería. - Larry Dahlstrom – asistente de ingeniería. - Dennis M. Drake – masterización. - Jim Marshall – fotografía. |

Fuente: Allmusic.

## Certificaciones
| País           | Organismo certificador | Certificación | Ventas certificadas | Ref.   |
| -------------- | ---------------------- | ------------- | ------------------- | ------ |
| Estados Unidos | RIAA                   | Platino       | 1 000               | [ 57 ] |
| Estados Unidos | BPI                    | Plata         | 200 000             | [ 58 ] |